# Rhagodes plumbescens
Espèce
Synonymes
- Rhax plumbescens Walter, 1889

Rhagodes plumbescens est une espèce de solifuges de la famille des Rhagodidae.

## Distribution
Cette espèce est endémique du Turkménistan.

## Description
L'holotype mesure 27,5 mm.

## Publication originale
- Walter, 1889 : Transkaspische Galeodiden. Zoologische Jahrbèucher. Abteilung fèur Systematik, Geographie und Biologie der Tiere, vol. 4, no 1, p. 1095-1109 (texte intégral).